# 梅尼拉王國
梅尼拉王國，又稱瑟鲁容（Seludong），是16世紀菲律賓被西班牙征服前的主要政體，位於今天的馬尼拉，它與另一個王國敦杜是在巴石河河口附近區域占主導地位的兩大政权。
王國由1500年生存至1570年，最初是汶萊帝國屬國，後由當地達圖統治，拉者·馬塔達和他的侄子拉者·蘇萊曼統治統治了巴石河以南的穆斯林社區，其中包括梅尼拉，而拉坎杜拉統治了以北的非穆斯林。這些定居點與文萊，蘇祿蘇丹國和特爾納特蘇丹國保持聯繫。當地有一座城堡，有大砲保護。
後來西班牙人摧毀了這王國，在原地重建了現在的馬尼拉。
這王國也是菲律賓被西班牙人征服前伊斯蘭教傳播到最北的地方。